# Otostylis paludosa
Otostylis paludosa är en orkidéart som först beskrevs av Célestin Alfred Cogniaux, och fick sitt nu gällande namn av Rudolf Schlechter. Otostylis paludosa ingår i släktet Otostylis och familjen orkidéer. Inga underarter finns listade i Catalogue of Life.